# 2009 في روسيا
فيما يلي قوائم الأحداث التي وقعت خلال عام 2009 في روسيا.

## أفلام
من الأفلام التي صدرت هذه السنة في روسيا:
- 1 يناير – تولبان من إخراج Sergey Dvortsevoy [الإنجليزية]‏.

## برامج ومسلسلات وأنمي
- 1 ضد 100

## وفيات

### مارس
- 5 مارس – فاليري بروشين (مواليد 1962)
- 7 مارس – ديمتري كوزلوف (مواليد 1919)
- 28 مارس – سليم ياماداييف (مواليد 1973)
- 29 مارس – فلاديمير فيدوتوف (مواليد 1943) لاعب كرة قدم روسي.

### مايو
- 6 مايو – ليف لوسيف (مواليد 1937)

### يوليو
- 6 يوليو – فاسيلي أكسيونوف (مواليد 1932)
- 15 يوليو – ناتاليا إستيميروفا (مواليد 1958)

### أغسطس
- 27 أغسطس – سيرجي ميخالكوف (مواليد 1913)

### سبتمبر
- 19 سبتمبر – إليزافيتا موكاسي (مواليد 1912)

### أكتوبر
- 3 أكتوبر – مرتضى علي محمدوف (مواليد 1972)

### نوفمبر
- 8 نوفمبر – فيتالي غينزبورغ (مواليد 1916)

### ديسمبر
- 6 ديسمبر – بافل دولوخانوف (مواليد 1937)
- 12 ديسمبر – كلافيديا بويارسكيخ (مواليد 1939)